# Dante XXI
Dante XXI ist das zehnte Studioalbum der brasilianischen Thrash-Metal-Band Sepultura. Es erschien im März 2006 bei Steamhammer/SPV.

## Entstehung
Es handelt sich bei Dante XXI um ein Konzeptalbum das auf Dante Alighieris Göttlicher Komödie basiert. Ursprünglich geplanter Titel war Dante 05, der jedoch verworfen wurde, nachdem das Album 2005 nicht mehr erscheinen konnte. Das Album erzählt Dantes Reise nicht genau nach, bietet aber einen groben Umriss derselben. Dabei sind die einzelnen Stücke nicht direkt verbunden. Sänger Derrick Green sagte, die ersten sechs Stücke repräsentierten den Abschnitt Inferno/Die Hölle der Göttlichen Komödie. Limbo markiere den Beginn des Teils Purgatorio/Der Läuterungsberg:

„It was our idea from the beginning process of working with this album to have a division between the songs. The first six songs (including the intro) are representations of Hell. The song Limbo (Intro) is the start of Purgatory. The song Still Flame is a representation of Paradise.“

Das Video zum Stück Convicted in Life gewann den VMB Best Editing in a Video Award von MTV in Brasilien.

## Rezeption
Das Album erreichte in Deutschland Platz 64 der Charts. In Brasilien und Zypern erreichte es Goldstatus. Conny Schiffbauer nannte Dante XXI im Magazin Rock Hard das stärkste seit dem Ausstieg von Max Cavalera. Sie schrieb: „Das Konzept ist schlüssig, die Umsetzung klingt ausgefeilt, und der Balanceakt zwischen exotisch-orchestralen Soundexperimenten und einem an der Thrash/Hardcore-Basis orientierten Songwriting ist geglückt.“ 8,5 von zehn Punkten wurden vergeben. Auch Greg Prato von Allmusic nannte Dante XXI eines der stärksten Alben mit Sänger Derrick Green. Er vergab 3,5 von fünf Sternen. In einem wissenschaftlichen Review des Albums schrieb Matthew Teutsch von der University of Louisiana in Monroe, das Album schaffe „ein neues Vehikel“, die Göttliche Komödie zu untersuchen. Das Album weiche zum Teil von der Vorlage ab und weise moderne Bezüge auf. Musikalisch vollziehe es den Wandel nach, die in Dantes Werk geboten werde, von den unharmonischen Klängen der Hölle bis zur Ordnung im Paradies.

## Titelliste
1. Lost – 0:59
2. Dark Wood of Error – 2:18
3. Convicted in Life – 3:09
4. City of Dis – 3:27
5. False – 3:34
6. Fighting On – 4:29
7. Limbo – 0:44
8. Ostia – 3:06
9. Buried Words – 2:34
10. Nuclear Seven – 3:44
11. Repeating the Horror – 3:11
12. Eunoé – 0:12
13. Crown and Miter – 2:11
14. Primium Mobile – 0:29
15. Still Flame – 4:50

Die japanische Ausgabe enthielt Screaming for Vengeance von Judas Priest als Bonus. Die brasilianische Ausgabe enthielt zusätzlich: 16. Mindwar – Live, 17. False – Demo.